# ティア (AV女優)
ティア（てぃあ、Tia、1991年9月20日 - ）は、日本で活動するアメリカ合衆国出身のグラビアアイドル・タレント・女優・YouTuberで、元AV女優。日本とアメリカの混血である。

## 経歴
2010年4月に「黒川メイサ」としてイメージデビューした後、同年9月にAVデビューした。2011年からは浅間アリス名義でも活動していた。
その後、2012年6月にティア名義でE-BODY専属女優として再デビューし、2013年5月からはS1専属となった（2015年9月まで）。
2015年9月24日、恵比寿★マスカッツのメンバーに。
コスチュームモデルとしても活動するほか、東京都港区六本木にある飲食店RedDragonにも在籍している。
2016年8月30日にAV引退を発表したが、その後撤回し、アイデアポケットへの移籍を発表した。
2017年12月28日、恵比寿マスカッツ1.5を卒業。

## 人物
南国出身でエキゾチックなボディの持ち主であり、Hカップとウェストのくびれは、日本人離れしたプロポーションの持ち主である。趣味は海外旅行、ショッピング。
高校卒業後、地元でファッションモデルをしていた。AVデビュー前の男性経験は3人。

## 出演作品

### イメージDVD
「黒川メイサ」名義
- 第3回 SSSGPグランプリ Bブロック（2011年4月29日、SUPER SONIC SATELLITES）
- 第3回 SSSGPグランプリ 準決勝B（2011年4月29日、SUPER SONIC SATELLITES）

「ティア」名義
- Nude Art 〜南の島から来た極上美少女〜（2012年10月23日、INTEC Inc）
- 完熟果実パラダイス（2012年11月1日、グラッツコーポレーション）DVD&BD
- エロキュート（2013年7月26日、オルスタックピクチャーズ）
- Shuku-sai（2015年12月10日、スパークビジョン）
- ティアはオレのカノジョ。（2016年5月22日、GARDEN）
- Reborn 悦楽の欲望（2020年3月20日、イーネット・フロンティア）[14]

### アダルトDVD
以下の作品がある。
2010年
- 高級人妻の交尾（6月4日、ジュエル）※「秋山京子」名義
- 黒○メイサ激似美女（6月8日、メガハーツ）※「星崎マリナ」名義
- 白衣を着た性職者 其の壱（7月1日、KIプランニング）※「黒田芽衣子」名義
- まさか登場!!!黒木メ●サ激似（7月13日、KIプランニング）
- 競泳女教師生姦（8月25日、豊彦）※「葉山加奈子」名義
- 現役OL高額裏バイト（9月3日、KIプランニング）※「田辺エレナ」名義

「黒川メイサ」名義
- 精子飲みキ○ガイにさせられた極上キャンペーンガール（9月9日、ナチュラルハイ）
- ハウスメントレズファイト2（11月5日、SUPER SONIC SATELLITES）
- Mixed Boxing 黒川メイサ選手に挑戦!!（11月5日、SUPER SONIC SATELLITES）
- 黒●メイサ激似! 接吻痴女の中出しセックス（12月1日、ワンズファクトリー）
- 個人撮影会のモデルは黒○メイサ激似のリアルダンサーだった（12月1日、エメラルド映像/妄想族）
- 調教レズレイプ vol.13（12月13日、U＆K）
- 素人四畳半生中出し 90　人妻 沙羅 24歳　淫臭漂う北欧ハーフ妻（12月13日、プラム）※「沙羅」名義
- レズプロレス Vol.6（12月17日、SUPER SONIC SATELLITES）

2011年
「浅間アリス」名義
- 勃起っパ! 一日中お姉さんに焦らされ続けたら（1月13日、アロマ企画）
- M男パラダイス 09 お姉さんの誘惑手コキとペニバンFUCK!!（1月30日、未来 フューチャー）
- 乳首コリコリ＆指ズッポオナニー（2月1日、ワンズファクトリー）
- レズビアン洗体エステサロン（2月4日、虎堂）
- 妖艶レズ美アン2（2月13日、U＆K）
- 口淫レイプ激射精イラマチオ（2月13日、マルクス兄弟）
- ローション競泳水着SEX素人個人撮影3（3月4日、SUPER SONIC SATELLITES）
- 全裸パンスト淫語痴女 4（3月5日、ジャネス）
- 女王様バイブル 3 M奴隷アナル拡張計画（3月15日、未来 フューチャー）
- 君津瑤子 妻 一条家の娘（4月19日、激情/妄想族）
- M男パラダイス ペニバンイラマチオ!! ドSな腰振り痴女たちのM男口内レイプ!（4月25日、未来 フューチャー）
- キャリア系OL M男社員スパルタ調教（5月5日、未来 フューチャー）
- ストリップ劇場3D 美人ダンサー達が魅せる3次元生板ショー!!（5月15日、NEXT GROUP）
- パイズリであなたの巨乳をザーメンまみれにさせてください!（5月15日、ジャネス）
- DGNS デギンス エロチシズム（5月25日、アロマ企画）
- 巨乳お姉さんの睾丸責め手コキ（5月25日、ジャネス）
- ピストン騎乗位8（7月25日、アロマ企画）
- Boots ボンテージ DE 病みつき手コキ性感（7月25日、未来 フューチャー）
- パンストフェラ! 〜チ○ポにパンストかぶせてフェラチオする直穿きお姉さん〜（8月15日、ジャネス）
- パンストモグラクンニ（9月25日、ジャネス）
- No-pan Panst 発情する桃尻お姉さん（11月5日、ジャネス）

2012年
「浅間アリス」名義
- アナル調教しながら超高速寸止め手コキで発射した後も責め続ける女王様（1月5日、未来 フューチャー）
- 現役英会話講師の借金返済（1月13日、S級素人）
- 本当に気持ちいいスローな焦らし手コキ（1月30日、ジャネス）
- ペニバンQueen 〜ボンデージ女王様の見下しアナル性感〜（1月30日、未来 フューチャー）
- キレイなS女に強制手コキされるM男 2（2月19日、スタイルアート/妄想族）
- 真っ昼間から無料お試しエステの勧誘に乗ってくる人妻は、欲求不満で簡単にカラダを許すって本当だった!!オイルエステマッサージでガン勃ちチ●ポを受け入れる（2月24日、ケイ・エム・プロデュース）
- 強制手コキM性感（3月1日、スタイルアート/妄想族）
- ガン見フェラ（3月5日、ジャネス）
- M男アナル拡張ペニバンファック（3月13日、ラハイナ東海）
- 現役キャバ嬢がドレスを脱いだとき… 拡大版 6時間（4月13日、ケイ・エム・プロデュース）
- 顔面騎乗 放尿 女子○生（4月15日、ジャネス）
- ボンデージ女王様のM奴隷手コキ足コキ調教!（5月4日、ケンシロウプロジェクト）
- 美しき極上痴女たちのM男玩弄（5月29日、ラハイナ東海）
- 外国語学校ハーフ女子大生が通うオイルエステマッサージ ブラジル、アメリカ、スペイン、コリア編（6月8日、LEO）
- アナルマニア★ペニバン男虐プレイ（6月26日、ラハイナ東海）
- 禁断レズ調教 3 女の肉欲に目覚め溺れゆく女達（7月27日、レディース・ルーム）
- 強烈な寸止め手コキ、足コキで昇天するM男たち 4時間（10月23日、ラハイナ東海）
- 女王様の尻コキ、顔騎強制発射2（11月1日、スタイルアート/妄想族）

「黒川メイサ」名義
- ペニバン依存するM男たち 4時間（11月13日、ラハイナ東海）

「ティア」名義
E-BODY
- E-BODY 専属デビュー 南の島の美少女（6月13日）DVD&BD[20]
- 4本番 SEXに目覚めた南国美少女（7月13日）DVD&BD
- ティアの噴水 大量潮吹きエクスタシー（8月13日）
- 義理のママはティア（9月13日）
- 大量顔射オッケー!!（10月13日）
- ティアのヲタコスFUCK!（11月13日）
- 8本番（12月13日）※単体総集編
- MOODYZ×E-BODYコラボSPECIAL 1日10回射精しても止まらないオーガズムSEX（12月13日、MOODYZ）

2013年
「浅間アリス」名義
- アナルでしようよ! 上目線痴女の快楽責め（1月1日、JOKER/妄想族）
- オフィス 聖水放尿 顔騎オナニー（1月20日、未来 フューチャー）
- 顔騎 4時間（1月22日、ラハイナ東海）
- 人妻のぞき（2月20日、NEXT GROUP）
- オフィスレディに職場で強制センズリさせられガマン汁垂らし 無理矢理発射させられるM社員（2月25日、未来 フューチャー）
- 仕事の出来ないM男社員にアナル責め手コキでお仕置きをするミストレスOL（3月15日、未来 フューチャー）
- ペニバンで責め続けられるM男たち 美人OL編（4月15日、未来 フューチャー）
- 脳内射精!M男専用オフィスで快感アナル開発するキャリア系クィーン（5月1日、スタイルアート/妄想族）
- ボンデージ女王様 上から目線での強制寸止め手コキがスゴいんです!（5月1日、スタイルアート/妄想族）
- M男専科手コキパラダイス Vol.2 【アナル舐め＆睾丸責め編】（6月7日、CHANGE）
- キャリア系OL M男社員スパルタ調教（7月5日、未来 フューチャー）
- ペニバンでM男を踊らせる魅惑のボンデージクィーンたち2（7月5日、ケンシロウプロジェクト）
- 見つめられながらフェラチオされたい（7月7日、CHANGE）

「ティア」名義
E-BODY
- 真性ナマ中出し（1月13日）DVD&BD
- THE SUPERBODY FIGHTERS-二人の強き女格闘家-（2月13日）
- ティアのイカセ騎乗位（3月13日）
- 男狩り逆痴漢 ゲリラ野外露出（4月13日）
- 高画質8本番（8月13日）※単体総集編、DVD&BD

S1
- 専属NO.1 STYLE エスワンデビュー（5月19日）DVD&BD
- 秘密捜査官の女 美しき金髪エージェント（6月19日）
- 南の島から来た老人介護士（7月19日）
- 痴漢願望の女 金髪女子校生編（8月19日）
- 美しい痴女の接吻と性交（9月19日）
- 精子ちょうだい（10月19日）
- 犯されたCA（11月19日）
- エアロビクサーのいやらしい誘惑（12月19日）

2014年
S1
- ブラックディックファック（1月19日）
- ティアファン感謝祭 素人お宅訪問（2月19日）
- 輪姦された金髪女子高生（3月19日）
- S1 PRECIOUS GIRLS 2014 S1 24時間!!（4月19日）
- ティアと同棲ズボズボ性活（4月19日）
- 体内汁ダラダラ（5月19日）
- ティア S1ギリモザ8時間ベスト（6月7日）※単体総集編
- 超高級風俗嬢（6月19日）
- イラマチオ奴隷志願 雑用係の帰国子女OLは、優秀な口便器（7月19日）
- ラブキモメン（8月19日）
- 官能エステティシャン（9月19日）
- ティアがイクときの絶叫（10月19日）
- 交わる体液、濃密セックス 人目もはばからず熱い結合編（11月19日）
- 生保レディの枕営業（12月19日）

E-BODY
- ティア全SEXコンプリートBEST8時間（12月13日）※単体総集編

2015年
S1
- パンパンピストン（1月19日）
- 下着モデルをさせられて（2月19日）
- ポルチオ開発されたあの日から（3月19日）
- 絞められ願望 イクまで首絞めをやめないで（4月19日）
- 美乳がポロリ（5月19日）
- おま●こ、くぱぁ。（6月19日）
- 売春キャビンアテンダント（8月19日）
- 視線を感じるコンプレックスの大きなお尻（9月19日）

E-BODY
- ヒメカノ ティア超新星デジリアル漫画作家M＆U原作 DMM.同人NO.1DL数コミック実写化!!（7月13日）
- 再光臨 SSS-BODY 真正中出し4本番（11月13日）
- 美巨乳コスプレイヤー はじめての中出し乱交オフ会（12月13日）

#### 2016年
E-BODY
- 「ティアのチョー気ん持ちいいチ●ポ責めに10分ガマン出来たらオマ●コに生で挿れさせてあげる」素人さん参加企画!真正ナマ中出し挑戦ツアー ティア（1月13日）
- 汚下劣ベトギト真正中出し性交 中年親父とティアの唾液と汗とマン汁と精液が交り合う（2月13日）
- 美巨乳エステティシャンの裏コース密着射精サービス ティア（3月13日）
- E-BODY專屬女優×MOODYZ 声の出せない状況でマッサージされイカされる女たち ティア（4月1日、MOODYZ）
- 褐色×美白ボディ H＆H美巨乳密着サンドイッチ逆3P ティア NAOMI（5月13日）
- 美しきボンデージボディ潜入捜査官 ティア（6月13日）
- 巨尻いじめ クビレからの曲線しり肉を縛って叩いて味わい尽くす ティア（7月13日）
- チ●ポもろ出しロックされた男を焦らして〜焦らして〜大量ザーメン発射!ティアのド痴女逆レイプ 3時間スペシャル（8月13日）
- ティア／ヘアーヌード〜無修正・巨乳Hカップ・超S級セクシー女優〜パンティー付 ティア（8月26日）
- 腰砕け鬼反りが止まらない媚薬漬けオイルマッサージ ティア（9月13日）
- ハミ乳チアガールの優しい励まし淫語、もの凄い応援騎乗位 ティア（10月13日）
- パイパンおしっこW解禁 無毛おま●こ失禁お漏らし大放尿！ ティア（11月19日）

S1
- ティア S1ギリモザ8時間ベストVol.2（1月19日）

アイデアポケット
- スキャンダル【番外編】奇跡の盗撮!BARでお持ち帰りされたティア盗撮映像そのままAV発売!（12月25日）

#### 2017年
アイデアポケット
- DIGITAL CHANNEL DC 136 濃厚コンテンツ怒涛の200分SPECIAL（2月1日）
- クラブで集団レ○プに遭ったティア（本人） 狙われた現役AV女優!衝撃の問題作!（3月1日）
- 究極のフェラチオマニアックス ネバスペたっぷり！お掃除フェラじっくり！いやらしお姉さんの超絶そそるごっくん淫語フェラチオ ティア（4月1日）
- ティア レズ解禁 舌と舌を絡ませ感じ求め合う濃密レズビアンセックス（5月13日）
- 極変マニアの要望に応えるティア 想像力が異常に旺盛で空想を現実よりも優先する愛好家がティアに興味を持ってしまった…!（7月19日）

アタッカーズ
- 特命スナイパー結城玲 レイプの傷跡 ティア（4月25日）
- ヤンキー女子高生報復レイプ制裁 ティア（6月19日）

E-BODY
- ティア 全タイトルコンプリートBEST68本番 12時間スペシャル（8月19日）

ダスッ!
- 爆乳色白ハーフの幼馴染が俺の親父に寝取られ種付けプレスされていた ティア（9月19日）
- アイアンクリムゾン16 ティア（10月13日）
- 男を弄び、嘲笑う。痴女カウンセラー ティア（12月13日）

Rookie
- 世界一ザーメンを大量に発射する男のぶっかけSEX（11月1日）

#### 2018年
- 夫の遺影の前で犯されて、気が狂うほど絶頂した私。 ティア（1月1日、マドンナ）
- 今日は可愛がってあげるから奥さん【第二十六章】欲求不満でムラムラのヤラしい奥様たち【10人】（1月1日、プラム）※「さら」名義
- ファーストレイプ集 6（3月7日、アタッカーズ）

## 出演

### TV
- せんべろ女とホルモンおやじ（2013年1月19日、フジテレビワンツーネクスト）#5、共演:香西咲、北条麻妃
- 志村けんのだいじょうぶだぁ残暑お見舞い申し上げますSP（2013年9月3日、フジテレビ）
- マスカットナイト（2015年10月8日 - 2017年3月30日 、テレビ東京）レギュラー
- 志村&鶴瓶のあぶない交遊録（2016年1月2日、テレビ朝日）：英語禁止ボウリング 水着の美女（出番はなかったがコーナーの最後に紹介された）
- 志村&鶴瓶のあぶない交遊録 （2017年1月2日、テレビ朝日）：英語禁止ボウリング VR美女として
- マスカットナイト・フィーバー!!! (2017年4月6日 - 9月28日、テレビ東京) レギュラー

### ウェブテレビ
- 今夜、釈明しますm(_ _)m  慰謝料1億円&8股疑惑を釈明&追及SP（2017年4月30日、AbemaGOLDチャンネル）[21]

### 映画
- 女子高生暴力教室 牝蜂の復讐（2012年12月28日、クロックワークス）共演:朝日奈あかり、星美りか、他
- 姉妹相姦 いたずらな魔乳（2013年2月1日、ナベシネマ）共演:眞木あずさ
- むっちり家政婦 吸いつきご奉仕（2013年5月24日、ナベシネマ）共演:横山みれい、AYUM
- COLONEL PANICS（2017年、日豪合作）[22]

### パチンコ
- CRジューシーハニー2（2018年7月、サンセイアールアンドディ）[23]
- PジューシーハニーH（ハーレム）（2023年5月、サンセイアールアンドディ）

## 雑誌
表紙掲載誌
- TENGU7月号（2012年5月18日、ジーオーティー）
- ズバ王8月号（2012年7月10日、ジーオーティー）
- 男が一番抱きたいカラダ!! Vol.4（2012年7月13日、三和出版）
- 特選大報Vol.21（2012年9月20日、ジーオーティー）
- 素っぴんDMM 2013年7月号増刊「eloボディ」（2013年5月20日、ジーオーティー）
- ザ・ベストMAGAZINE Special1月号（2015年12月4日、KKベストセラーズ）
- 「人気女優のトリプル合体ヌード！AV三美神、誕生！」今日から発売の週刊実話をお見逃しなく！！  週刊実話 2017年 2/2号
- 週刊大眾 2017年 2/6 號 雜誌
- 惠比壽麝香葡萄 1st 寫真集 マスカッツでヌけたりヌけなかったり(2017年8月19日)